# Arendsoog (kinderboekenserie)

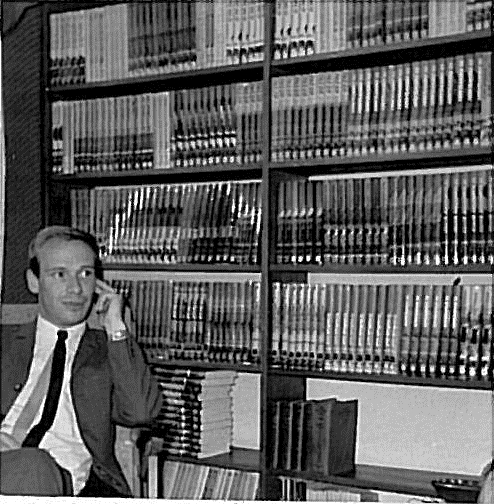
Schrijver Paul Nowee, voor een kast met zijn Arendsoog-boeken

Arendsoog is een Nederlandse kinderboekenserie geschreven door Jan Nowee (1901-1958) en later door zijn zoon Paul Nowee (1936-1993). 
Jan Nowee was schoolhoofd van de Paulusschool in Den Haag. In zijn vrije tijd deed hij onder andere vrijwilligerswerk in de rooms-katholieke Vincentius-bibliotheek. Daar werd Nowee geconfronteerd met kinderen, vooral jongens, die op zoek waren naar cowboyverhalen, maar die daar niet konden vinden. De boeken van Karl May waren vaak nog te moeilijk en te ruw in taalgebruik voor deze jongeren en ook verder was er in het genre weinig geschikts voorhanden.
Nowee besloot daarom zelf een boek te schrijven. In 1935 was hij klaar met zijn boek, dat hij Arendsoog noemde, naar de held uit het boek. Het jaar er op schreef hij een tweede  deel: Witte Veder. Pas na de Tweede Wereldoorlog verscheen in 1949 deel drie van de serie. Toen de KRO in 1950 een hoorspel van Arendsoog uitzond werden de boeken pas echt bekend en Arendsoog onder jong en oud een begrip. In 1958 overleed Johannes Nowee plotseling, terwijl hij halverwege deel 20 was. Zijn zoon Paul besloot dit deel af te schrijven en schreef daarna nog 43 andere delen totdat hij in 1993 stierf.
In de Arendsoogboeken wordt geen blad voor de mond genomen over misstanden als de onderdrukking van de indianen of de slavenhandel. De katholieke Kerk speelt, geheel naar de geest van de tijd, in de eerste delen in de gedaante van een pater een niet onbelangrijke beschavende rol.

## Verhaallijn
Bob Stanhope, alias Arendsoog, is de zoon van een Amerikaanse veehouder in Arizona. Als kind moet hij meemaken dat zijn vader door rovers wordt doodgeschoten, en dat motiveert hem later zijn leven te wijden aan de bestrijding van misdaad. Arendsoog dankt zijn bijnaam, die hij van de Indianen heeft gekregen, aan zijn bijzonder scherpe ogen; hij staat erom bekend in het donker nog uitstekend te kunnen zien. Zijn indiaanse vriend Witte Veder heeft daarentegen weer een bovengemiddeld gehoor, kan uitstekend het weer voorspellen en heeft veel kennis van indiaanse geneeskunst. Beide helden zijn goede schutters en zeer bedreven in de kunst van het sluipen.
De Arendsoogverhalen zijn detectiveverhalen in een Wilde Westen-omgeving. De verhalen betreffen meestal een zaak die de politie niet opgelost krijgt, waarna een beroep op Arendsoog gedaan wordt. Arendsoog trekt er dan samen met Witte Veder op uit en lost in de loop van het verhaal de zaak op.

## Boeken
| Arendsoog | Arendsoog                           | Arendsoog |
| Nummer    | Titel                               |           |
| --------- | ----------------------------------- | --------- |
| 1         | Arendsoog                           | 1935      |
| 2         | Witte Veder                         | 1936      |
| 3         | Het raadsel van de Mosquitovallei   | 1949      |
| 4         | Arendsoog in de knel                | 1950      |
| 5         | De bende van de Blauwe Bergen       | 1951      |
| 6         | Arendsoog knapt het op              | 1952      |
| 7         | Arendsoog en de verdwenen rivier    | 1952      |
| 8         | Het spookt op de spoorbaan!         | 1953      |
| 9         | Arendsoog grijpt in                 | 1953      |
| 10        | Pas op, Arendsoog!                  | 1954      |
| 11        | De smokkelaars van Rio Malo         | 1954      |
| 12        | De geest van de Eenzame Wolf        | 1955      |
| 13        | Texas-Arendsoog                     | 1955      |
| 14        | Het testament van Tobi Thomson      | 1956      |
| 15        | Arendsoog in geheime dienst         | 1956      |
| 16        | Het veeland in gevaar!              | 1957      |
| 17        | Het geheim van Bad Man's hut        | 1957      |
| 18        | De Gemaskerde Ruiter                | 1958      |
| 19        | De jacht op de grijze hengst        | 1958      |
| 20        | Arendsoog en de goudkoorts          | 1959      |
| 21        | Het geheim van de zonderling        | 1960      |
| 22        | De strijd om Sam-Peony-bridge       | 1961      |
| 23        | De stad van de verdwenen cowboys    | 1961      |
| 24        | Een hinderlaag voor Arendsoog       | 1961      |
| 25        | Arendsoog en het blaffende zand     | 1962      |
| 26        | De spookranch                       | 1963      |
| 27        | Tweemaal Arendsoog                  | 1963      |
| 28        | Arendsoog en de Mississippi-Duivels | 1964      |
| 29        | Good luck, Arendsoog                | 1964      |
| 30        | Een amulet voor Arendsoog           | 1965      |
| 31        | Arendsoog en de vloek van Arbaz     | 1965      |
| 32        | Het raadsel van de C-ranch          | 1966      |
| 33        | Terreur over Texas                  | 1966      |
| 34        | Schoten om middernacht              | 1967      |

| Arendsoog | Arendsoog                                   | Arendsoog |
| Nummer    | Titel                                       |           |
| --------- | ------------------------------------------- | --------- |
| 35        | Dollardans in Cannon-Field                  | 1968      |
| 36        | Geen alibi voor Arendsoog                   | 1968      |
| 37        | Arendsoog zet een val                       | 1968      |
| 38        | Arendsoog en de Duncan-dollars              | 1969      |
| 39        | ... alias Arendsoog                         | 1969      |
| 40        | De sheriff van Wurding                      | 1970      |
| 41        | Mexicaans avontuur                          | 1971      |
| 42        | Arendsoog ... om oog                        | 1972      |
| 43        | Kogels als losgeld                          | 1973      |
| 44        | Vraagtekens voor Arendsoog                  | 1974      |
| 45        | Arendsoog in duplo                          | 1975      |
| 46        | De wraak van Grissom                        | 1976      |
| 47        | Een erfenis voor Arendsoog                  | 1977      |
| 48        | Arendsoog en het geheim van het gouden graf | 1978      |
| 49        | Arendsoog en de 'Avondmannen'               | 1979      |
|           |                                             |           |
| 50        | De verdwijning van Arendsoog                | 1980      |
| 51        | Arendsoog en de man zonder verleden         | 1981      |
| 52        | Arendsoog en het Murdock-mysterie           | 1982      |
| 53        | Op leven en ... lood                        | 1983      |
| 54        | Arendsoog ... vogelvrij!                    | 1984      |
| 55        | Arendsoog en het FRAME-komplot              | 1985      |
| 56        | Arendsoog en de Kansas-kidnap               | 1986      |
| 57        | Arizona-Arendsoog                           | 1987      |
| 58        | Het monsterverbond                          | 1988      |
| 59        | De schat van Medusa                         | 1989      |
| 60        | De grote grondroof                          | 1990      |
| 61        | Jacht op een schaduw                        | 1991      |
| 62        | Lightfeet ontvoerd!                         | 1992      |
| 63        | Arendsoog ... premiejager                   | 1993      |
|           | Arendsoog extra                             | 1980      |
|           | Was getekend... Arendsoog!                  | 2010      |
|           | Arendsoog-4x                                | 2017      |

Het boek Arendsoog Extra verscheen in 1980 bij uitgeverij Malmberg. Het boek bevat de verhalen Arendsoog en de bende van Bad Bill, Arendsoog en de Cushmanclan, Arendsoog en de merkwaardige Mrs. Turpin en Arendsoog en "De Drie".
In 2010 gaf uitgeverij Panda het boek Was getekend... Arendsoog! uit met daarin vier korte verhalen die als feuilletons tussen 1965 en 1967 in het stripblad Pep waren verschenen en daar ook voor waren geschreven, voorzien van tekeningen van Hans Kresse. Het gaat om de verhalen De goudzoeker van Memphis-City, Het raadsel van de Rode Rivier, Strijd om de Woodson-ranch en Onschuldig verdacht.
In 2017 werd door uitgeverij Julius de Goede het album Arendsoog 4x uitgegeven met daarin vier korte verhalen die in de jaren 1965-1968 verschenen in de GP-Winterboeken van uitgeverij De Geïllustreerde Pers met tekeningen van Hans Kresse. Het bevat de verhalen De geheimzinnige vallei, De bende van Bad Bill, De wraak van Ramper en De drie.